# Antoine Gibert
Antoine Gibert (Francia, 31 de diciembre de 1997) es un jugador profesional francés de rugby que se desempeña en la posición de apertura en Racing 92, equipo perteneciente a la liga Top 14.

## Carrera
Gibert es un jugador de formación francesa (JIFF). Comenzó su carrera deportiva con el equipo AC Boulogne-Billancourt, en el cual jugó siete temporadas (2004-2011), después pasó a Racing 92, donde lleva jugando trece temporadas.